# Manewr taktyczny

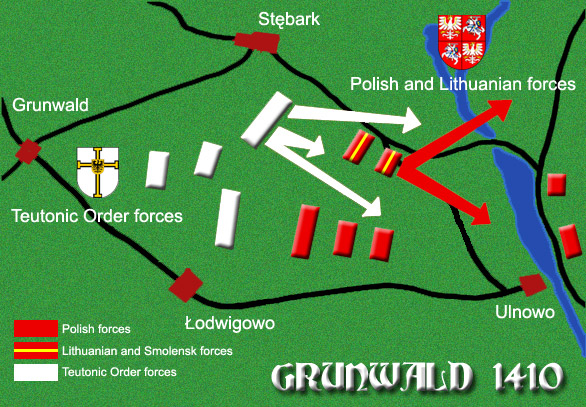
Ucieczka wojsk litewskich spod Grunwaldu (czerwone strzałki) być może była manewrem taktycznym

Manewr taktyczny – użycie wojsk w walce poprzez ruch w kombinacji z ogniem w celu osiągnięcia przewagi nad przeciwnikiem. Na polu walki rozróżniamy: manewr ogniem i manewr pododdziałami.
W aspekcie teoretycznym to zasada, którą trzeba stosować podczas walki w celu osiągnięcia powodzenia. Z kolei w aspekcie praktycznym manewr jest jedną z części składowych walki i w takim ujęciu jego istota polega na zorganizowanym ruchu sił i środków, prowadzonym z określonym celem. Manewr zapewnia elastyczność działania, to znaczy możliwość przenoszenia w czasie i przestrzeni punktu ciężkości.

## Formy manewru taktycznego
Formy manewru (m.in. według Regulaminu działań WL z 1999):
- uderzenie czołowe (ang. frontal attack)
- pokonanie (ang. penetration)
- oskrzydlenie (ang. envelopment)
- obejście (ang. turning movement)
- przenikanie (ang. infiltration)
- manewr mylący (ang. feint)
- demonstracja
- odejście